# Noctueliopsis puertalis
Noctueliopsis puertalis là một loài bướm đêm trong họ Crambidae.